# Знак Хаоса
«Знак Хаоса» (англ. Sign of Chaos) — роман американского писателя Роджера Желязны, вышедший в 1987 году. Третья книга из второй пенталогии цикла романов «Хроники Амбера».
Была номинирована в 1988 году на премию Locus Award.

## Сюжет
Мерлин вместе со своим другом Люком оказываются в странном баре, находящемся в месте, населённом персонажами Страны Чудес. Через некоторое время Мерлин понимает, что этот мир — галлюцинация Люка, возможно вызванная приёмом ЛСД и воплощенная в реальность благодаря власти Люка над Отражениями. На них начинает охоту Огненный Ангел — порождение Хаоса. Мерлин убегает от него вместе с Люком, попутно пытаясь нейтрализовать действие ЛСД с помощью вызванных из Отражений медикаментов. На Огненного Ангела нападает Бармаглот. Мерлин убивает ослабленного после схватки Огненного Ангела с помощью вострого меча, который он ранее прихватил в баре.
Мерлин оставляет Люка приходить в себя после действия наркотика и встречается со своим сводным братом Мэндором, который считает, что Джарт, возможно пытается убить Мерлина, чтобы занять трон Хаоса. В это время на связь с Мерлином выходит Фиона, которая после разговора с Мэндором отправляется вместе с ним исследовать бурю в Отражениях. Мерлин возвращается в Амбер, затем вместе с Джасрой отбивает магическую цитадель Страж Четырех Миров от Джарта и колдуна Маски. Они узнают, что Джарт превратил себя в Живую Карту (по крайней мере частично), как это уже сделал Брэнд, а Маской оказывается бывшая подруга Мерлина Джулия.